# Marcos Skavinski
Marcos Alberto Skavinski (Curitiba, 28 de março de 1975), mais conhecido como Marcão, é um treinador e ex-futebolista brasileiro que atuava como zagueiro ou lateral-esquerdo. Atualmente está sem clube.

## Carreira como jogador
Marcão começou no futebol aos 12 anos e profissionalizou-se no Coritiba. Ganhou projeção nacional ao defender o Juventude, de Caxias do Sul, no Brasileirão de 2003. Do Rio Grande do Sul rumou ao seu estado de origem, o Paraná, para defender o Atlético Paranaense, onde chegou a vestir a braçadeira de capitão na final da Copa Libertadores da América de 2005, perdida para o São Paulo. Em julho de 2006 foi emprestado ao Kawasaki Frontale, do Japão, onde ficou até dezembro.

### Internacional
Retornou ao futebol brasileiro em maio de 2007, sendo contratado pelo Internacional, de Porto Alegre. Pelo Colorado, Marcão logo se firmou na equipe e voltou a jogar como lateral-esquerdo, sua posição de origem. No entanto, o jogador se viu envolvido em um caso de doping no mês de agosto, por conta de uma substância contida em um remédio que tomava há cinco anos contra a queda de cabelos.

### Palmeiras e Goiás
Após ter perdido espaço na lateral-esquerda do time colorado para Kléber e Marcelo Cordeiro, em fevereiro de 2009 foi contratado pelo Palmeiras, assinando até o final do ano. Com o fim do Campeonato Brasileiro, não teve seu contrato renovado e deixou o Verdão.
Foi anunciado pelo Goiás no dia 1 de janeiro de 2010. O zagueiro permaneceu no Esmeraldino até 2011, quando se aposentou.

## Carreira como treinador

### Foz do Iguaçu
No dia 15 de abril de 2019, foi apresentado como novo técnico do Foz do Iguaçu. Em fevereiro de 2020 assumiu a equipe da Chapecoense.

### São Joseense
Pouco mais de um ano depois, em julho de 2021, foi contratado pelo São Joseense para atuar na equipe principal do time.

### Paraná
Foi anunciado como novo técnico do Paraná no dia 30 de dezembro de 2022, assumindo a equipe para a temporada 2023. Após uma derrota para o Apucarana, em jogo válido pela Série Prata do Campeonato Paranaense, Marcão acabou sendo demitido no dia 26 de maio.

## Títulos

### Como jogador
Atlético Paranaense
- Campeonato Paranaense: 2005

Internacional
- Campeonato Gaúcho: 2008 e 2009
- Copa Sul-Americana: 2008
- Copa Dubai: 2008

Palmeiras
- Taça Osvaldo Brandão: 2009

### Como treinador
São Joseense
- Campeonato Paranaense de Futebol - Segunda Divisão: 2021[14]